# Quod erat demonstrandum
Quod erat demonstrandum o la seva abreviació Q.E.D. és una locució llatina que significa: "tal com volíem veure", "tal com es volia demostrar".
L'expressió era molt utilitzada a la filosofia escolàstica però avui s'utilitza principalment en matemàtiques per indicar que una demostració ha conclòs reeixidament. Es tracta de la traducció de l'expressió grega ὅπερ ἔδει δεῖξαι (oper edei deixai), feta servir ja per molts matemàtics antics com Euclides o Arquimedes entre d'altres.
Actualment és habitual, especialment en publicacions tècniques i escrits d'ordinador, utilitzar el símbol del quadrat omplert (■) com a marca de finalització. De vegades també s'utilitza el símbol del quadrat buit (□) o dues barres de divisió (//), tot i que és menys habitual. Cal no confondre Q.E.D. amb l'abreviació anglesa de quantum electrodynamics (electrodinàmica quàntica).
Unicode facilita els caràcters U+25A0 (■), i U+25A1 (□). Més encara, Unicode indica que el quadrat omplert (■), com a símbol matemàtic, significa "Fi de la prova" (en anglès "End of proof"), o també "Q.E.D.".